# Ansgar Wessling
Ansgar Wessling (ur. 3 maja 1961 w Essen) – niemiecki wioślarz, dwukrotny medalista olimpijski.
Urodził się w RFN i do zjednoczenia Niemiec startował w barwach tego kraju. Oba medale zdobył jako członek ósemki. W Seulu sięgnął po złoto, cztery lata później – już jako reprezentant zjednoczonych Niemiec – zajął trzecie miejsce. Stawał na podium mistrzostw świata.